# (3809) Amici
(3809) Amici est un astéroïde de la ceinture principale.

## Description
(3809) Amici est un astéroïde de la ceinture principale. Il fut découvert le 26 mars 1984 à Bologne par l'observatoire San Vittore. Il présente une orbite caractérisée par un demi-grand axe de 2,69 UA, une excentricité de 0,11 et une inclinaison de 6,6° par rapport à l'écliptique.

## Compléments